# Astérix en Helvecia
Astérix en Helvecia (en francés: Astérix chez les Helvètes), publicada por Dargaud en Francia y Hachette en España, es el decimosexto álbum de la serie de historietas Astérix el Galo, creada por René Goscinny (guiones) y Albert Uderzo (dibujos).

## Argumento
El prefecto de Condate (Rennes), Graco Ojoalvirus, lleva una vida llena de lujos en la que abundan las orgías gracias a que estafa grandes cantidades de los tributos que paga la ciudad a Julio César. Debido a las escasas monedas que Condate envía a Roma, el gobierno comienza a sospechar de la actitud de Ojoalvirus y envía al cuestor (recaudador) Claudius Sinusitus para que informe de posibles irregularidades fiscales en la zona. Este es recibido de forma aparentemente cordial por Ojoalvirus, pero poco después es envenenado por él. Rechazando la atención de los médicos romanos por desconfiar de ellos, Sinusitus pide ayuda a la cercana aldea gala.
Allí, Panorámix le informa de que para curarlo necesita una estrella de plata (Edelweiss), planta que sólo crece en las cumbres montañosas de Helvecia (Suiza), adonde viajan Astérix y Obélix. Durante su viaje por la Galia, los romanos les dejan marchar libremente, pero al llegar a Helvecia comienzan a sufrir la persecución de las legiones debido a que el gobernador de la región y amigo de Ojoalvirus, Cayo Diplodocus, desea que fracasen en su misión. A pesar de los impedimentos de Diplodocus, Astérix y Obélix logran cruzar Geneva (Ginebra), el lago Lemanus y finalmente hacerse con la planta en una cumbre cercana con la que regresan para curar a Sinusitus, gracias a la ayuda inestimable de varios helvecios como el posadero Guardiasuix, el banquero Zúrix y un grupo de montañeros tiroleses. Gracias a la estrella de plata, Sinusitus se recupera, bebe la poción mágica y le da su merecido a Ojoalvirus, para después ordenar la detención de este y Diplodocus. Sinusitus es el primer y único romano en las aventuras de Astérix que asiste como invitado a la tradicional cena nocturna que ocurre al final de todos los álbumes.
Al igual que en sus viajes por otros países, los helvecios aparecen caracterizados por varios tópicos: su obsesión por la limpieza que ocasiona la ira de Cayo Diplodocus, quien no concibe un banquete divertido si no es también grasiento; la precisión de sus relojes, aunque aún no son de cuco, sino de arena; el queso con agujeros; el secretismo de sus bancos; su afición al montañismo y su obsesión por mantener la neutralidad en la mayoría de los conflictos y auxiliar a los heridos de todos los bandos, al punto de que curan las heridas de los romanos cuando finalmente deciden combatirlos. También aparece un edificio monumental donde se reúnen los representantes de todas las tribus de Centroeuropa para discutir sobre política, aunque la mayoría de los presentes se acaba durmiendo, un antiguo precedente de la Organización de las Naciones Unidas.

## Personajes

### Galos
- Astérix
- Obélix
- Panorámix
- Ideafix
- Abraracúrcix
- Asurancetúrix
- Edadepiédrix
- Ordenalfabetix
- Esautomátix

### Helvecios
- Guardiazurix
- Zúrix

### Romanos
- Ojoalvirus
- Claudius Sinusitus
- Diplodocus
- Cayo Eucaliptus

## Caricaturas de famosos y referencias culturales
- Al inicio de la aventura, se puede observar una orgía romana que reproduce algunas escenas de la película Satiricón (1969) de Federico Fellini.
- Tras perder una rueda de carro en su viaje a Helvecia, Astérix y Obélix paran en una estación de servicio donde les atiende Antarix, la mascota de la cadena de gasolineras francesa Antar. En la versión inglesa de este álbum se sustituyó a Antarix por Bibendum, la mascota de Michelin.
- Cayo Diplodocus habla sobre una mancha en su toga en una viñeta de la página 20. Debido a su color negro, la mancha no procede del queso fundido, sino que se asemeja más a un borrón de tinta sobre el dibujo. La mancha desaparece en las viñetas siguientes y no vuelve a ser mencionada, por lo que se especula que Uderzo dejó un borrón en ese lugar de forma involuntaria y para no tener que rehacer la página, modificó el diálogo entre Diplodocus y el esclavo helvecio. Uderzo nunca ha confirmado esta historia, y cada vez que se le pregunta por ella, la desmiente, aunque siempre de forma irónica.[cita requerida]
- Astérix disparando con arco y flecha es una referencia a Guillermo Tell.
- El nombre Diplodocus es un género de dinosaurios saurópodos.